# Joyce Brothers
Joyce Diane Brothers (née Joyce Bauer le 20 octobre 1927 à New York, État de New York, morte dans la même ville le 13 mai 2013) est une psychologue et une actrice américaine.

## Filmographie
- 1976 : Embryo : elle-même, en tant que Docteur Joyce Brothers
- 1979 : Beggarman, Thief (TV) : Dr. Moira O'Dell
- 1980 : More Wild Wild West (TV) : The Bystander
- 1982 : Desperate Lives (TV) : Mrs. Watson
- 1986 : Charlie Barnett's Terms of Enrollment (vidéo) : Great Books Authority
- 1987 : Glory Years (TV)
- 1988 : Y a-t-il un flic pour sauver la reine ? (The Naked Gun: From the Files of Police Squad!) : Baseball Announcer
- 1989 : Animal Behavior : Visiting Psychologist
- 1991 : Age Isn't Everything
- 1993 : Alarme fatale (Loaded Weapon 1) : Coroner
- 1993 : The Day My Parents Ran Away (TV) : Dr. Antonia Missermaster
- 1995 : Une Nounou d'Enfer (The Nanny) saison 3 épisode 23 (TV) : Dr. Joyce Brothers
- 1996 : Agent zéro zéro (Spy Hard) de Rick Friedberg : Steele's Tag Team Member
- 1996 : Une Nounou d'Enfer (The Nanny) saison 5 épisode 5 (TV) : Dr. Joyce Brothers
- 1998 : Elvis Is Alive! I Swear I Saw Him Eating Ding Dongs Outside the Piggly Wiggly's
- 2001 : Beethoven 4
- 2006 : Dorm Daze 2 : Celebrity Judge #1